# Camptocladius ligitiosus
Camptocladius ligitiosus är en tvåvingeart som först beskrevs av Jean-Jacques Kieffer 1922.  Camptocladius ligitiosus ingår i släktet Camptocladius och familjen fjädermyggor.
Artens utbredningsområde är Frankrike. Inga underarter finns listade i Catalogue of Life.